# Pieris (plant)
Pieris is een geslacht uit de heidefamilie (Ericaceae).
Het geslacht omvat zeven soorten. Deze komen voor in berggebieden in Zuidoost-Azië, het oosten van Noord-Amerika en Cuba.
De planten hebben smalle, groenblijvende bladeren. De lengte van de plant kan variëren van 1-6 m. De bladeren lopen ovaal en er zitten meerdere bladeren aan het uiteinde van elke tak. De bladeren zijn lancetvormig en kunnen 2-10 cm lang en 1-3,5 cm breed worden met een leerachtig textuur.
De bloeitijd is in april en mei. De bloemen zijn klokvormig en 0,5-1,5 cm lang. Aan elk uiteinde van een tak hangen meerdere bloemtrossen van 5-12 cm lang. De vrucht is een droge vrucht met daarin enkele zaden.
Pieris-soorten worden als waardplant gebruikt door larven en meerdere soorten vlinders.

## Soorten
- Pieris cubensis; westen van Cuba
- Pieris floribunda; oosten van de Verenigde Staten
- Pieris formosa; zuidwesten van China en noorden van Myanmar
- Pieris japonica (Rotsheide); oosten van China, Japan en Taiwan
- Pieris nana; Japan en oosten van Siberië
- Pieris phillyreifolia; zuidoosten van Verenigde Staten
- Pieris swinhoei; zuidoosten van China

... · 
Acrothamnus · 
Acrotriche · 
Agapetes · 
Agarista · 
Andersonia · 
Andromeda · 
Arbutus · 
Arctostaphylos · 
Calluna · 
Cassiope · 
Chimaphila · 
Daboecia · 
Dracophyllum · 
Empetrum · 
Enkianthus · 
Erica (Dophei) · 
Kalmia · 
Leptecophylla · 
Moneses · 
Monotropa · 
Orthilia · 
(Oxycoccus (Veenbes)) · 
Pieris · 
Pyrola (Wintergroen) · 
Rhododendron (Rododendron) · 
Vaccinium (Bosbes) . 
Woollsia . 
...